# Kulturåret 1704

## Födda
- 3 februari - Ivan Betskoj (död 1795), rysk konstkännare och filantrop.
- 15 februari - Jean-Baptiste Lemoyne (död 1778), fransk skulptör, verksam vid Ludvig XV:s hov.
- 24 juni - Jean-Baptiste de Boyer, Markis d’Argens, fransk författare.
- 1 augusti - Gerhard Meyer (död 1784), svensk statygjutare.
- 5 september - Maurice Quentin de La Tour (död 1788), fransk målare.
- okänt datum - Johan Ohl (död 1766), svensk skådespelare, sångare och musiker.

## Avlidna
- 24 februari- Marc-Antoine Charpentier (född 1634), fransk tonsättare.
- 3 maj - Heinrich Biber (född 1644), österrikisk tonsättare och violinist.
- 28 oktober - John Locke (född 1632), engelsk filosof och politisk tänkare.
- okänt datum - Gustaf Ållon (född 1646), svensk psalmförfattare.
- okänt datum - Olof Jonasson Wiström (född 1666), svensk bildhuggarmästare stenhuggare & målare.